# 각진동수

각진동수와 진동수의 비교.

물리학에서 각진동수(角振動數, angular frequency)는 단위 시간당 파동이 몇 라디안을 진행하는지 나타내는 물리량이다. 진동수의 {\displaystyle 2\pi }배다. 국제 단위는 라디안 매 초 (rad/s). 통상적인 기호는 그리스 문자 오메가({\displaystyle \omega }).

## 각속도와의 차이
각진동수는 각속도와 같은 단위(rad/s)를 가지고, 같은 기호({\displaystyle \omega })를 쓰지만, 다른 물리량이다. 각진동수는 파동을 나타내는 스칼라 물리량이지만, 각속도는 강체의 운동을 나타내는 벡터 물리량이다.

## 같이 보기
- 초당 사이클
- 라디안 매 초
- 도 (각도)
- 회전속도